# Kostrînska Roztoka, Velîkîi Bereznîi
Kostrînska Roztoka (în ucraineană Костринська Розтока) este un sat în comuna Kostrîno din raionul Velîkîi Bereznîi, regiunea Transcarpatia, Ucraina.

## Demografie
Componența lingvistică a localității Kostrînska Roztoka
     Ucraineană (99,8%)
     Alte limbi (0,2%)
Conform recensământului din 2001, majoritatea populației localității Kostrînska Roztoka era vorbitoare de ucraineană (99,8%), existând în minoritate și vorbitori de alte limbi.